# Побрђани (Суња)
Побрђани су насељено место у општини Суња, Сисачко-мославачка жупанија, Хрватска.

## Историја
До нове територијалне организације били су у саставу бивше велике општине Сисак. Побрђани су се од 1991. до августа 1995. године налазили у Републици Српској Крајини.

## Становништво
| Националност       | 1991.        |
| Срби               | 108 (96,42%) |
| Хрвати             | 1 (0,89%)    |
| Југословени        | 2 (1,78%)    |
| остали и непознато | 1 (0,89%)    |
| Укупно             | 112          |